# Acoela
Gli Aceli rappresentano un gruppo di invertebrati dalla controversa posizione tassonomica. Tradizionalmente inclusi nel phylum dei Platelminti, recenti studi biomolecolari hanno dimostrato che rappresentano il più basso livello evolutivo dei Bilateri, gli animali a simmetria bilaterale. Evidenze nella morfologia e nello sviluppo di questi organismi confermerebbero tale conclusione.